# Mortes em março de 2014
Mortes em 2014: ← Janeiro – Fevereiro – Março – Abril – Maio – Junho – Julho – Agosto – Setembro – Outubro – Novembro – Dezembro →
Esta é uma relação de pessoas notáveis que morreram durante o mês de março de 2014, listando nome, nacionalidade, ocupação e ano de nascimento.

Paulo Goulart, ator brasileiro.

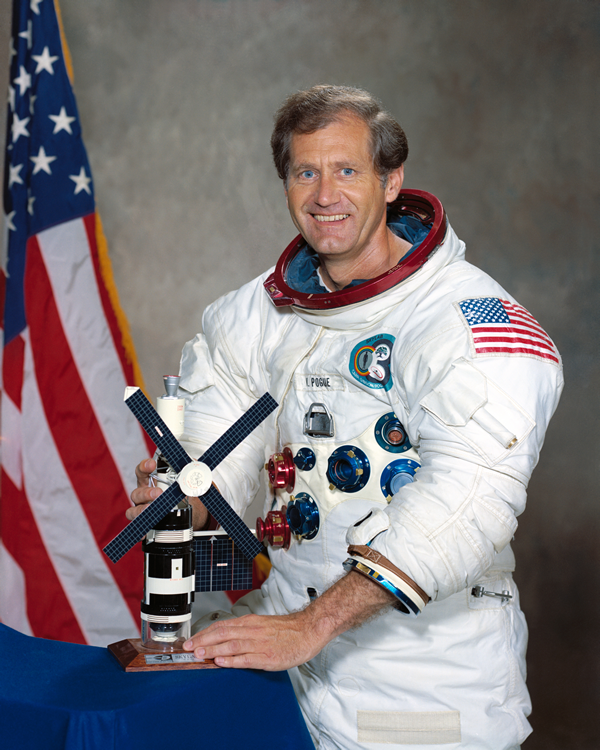
William Pogue, astronauta estadunidense.

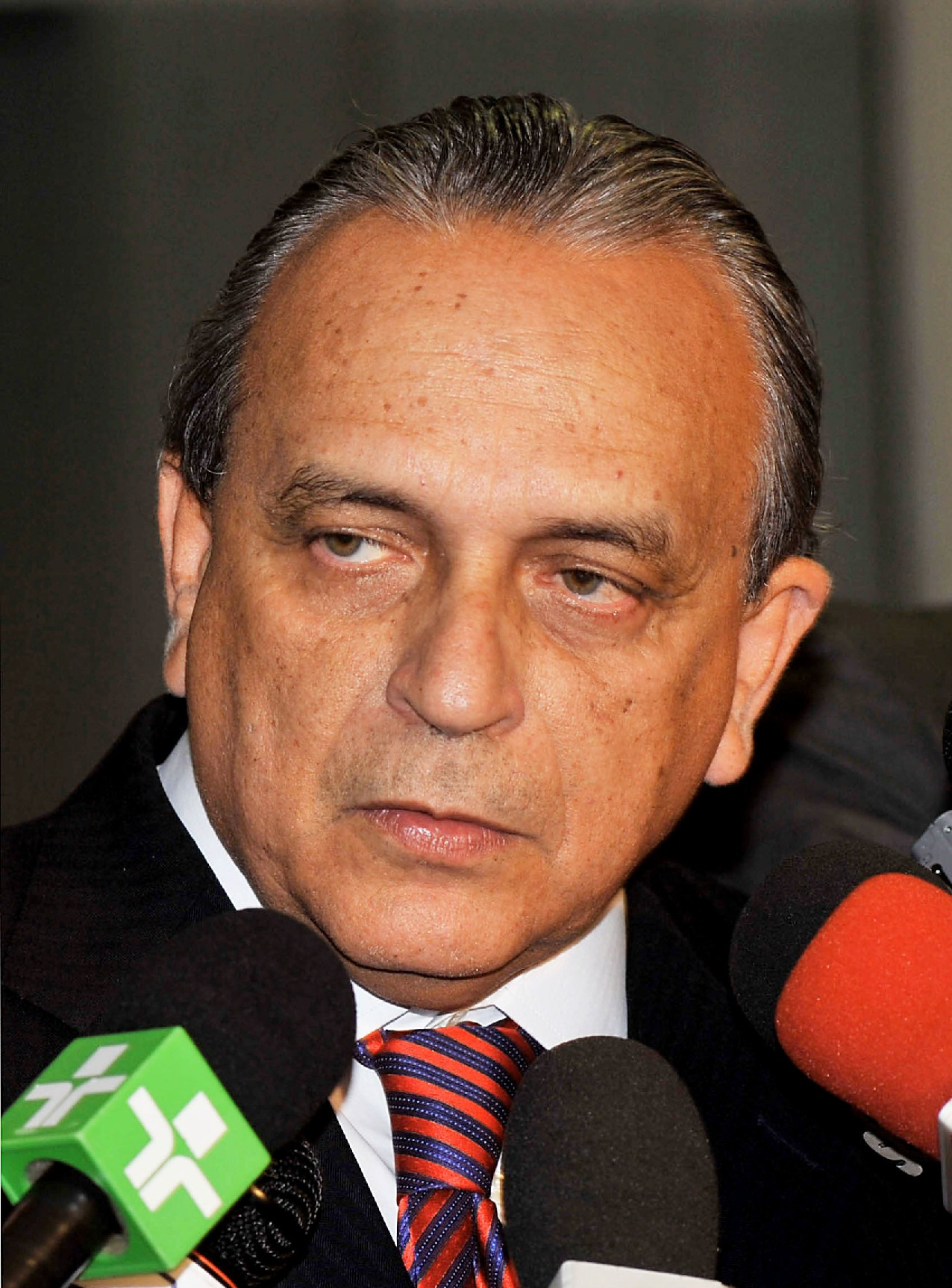
Sérgio Guerra, político brasileiro.

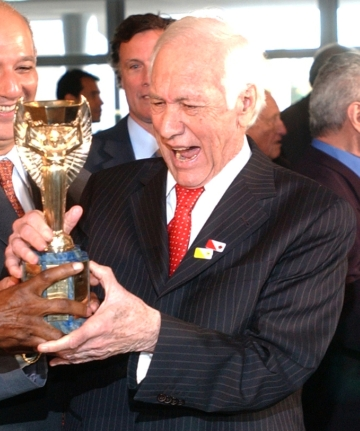
Bellini, futebolista brasileiro.

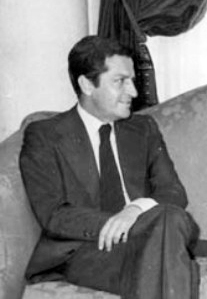
Adolfo Suárez, político espanhol.

| Dia | Nome                          | Profissão ou motivo de reconhecimento | País de nascimento      | Ano de nasc. | Ref    |
| --- | ----------------------------- | ------------------------------------- | ----------------------- | ------------ | ------ |
| 1   | Alain Resnais                 | Cineasta                              | França                  | 1922         | [ 1 ]  |
| 3   | Robert Ashley                 | Compositor                            | Estados Unidos          | 1930         | [ 2 ]  |
| 3   | William Pogue                 | Astronauta                            | Estados Unidos          | 1930         | [ 3 ]  |
| 4   | Mark Freidkin                 | Escritor e cantor                     | Rússia                  | 1953         | [ 4 ]  |
| 6   | Sérgio Guerra                 | Político                              | Brasil                  | 1947         | [ 5 ]  |
| 6   | Marion Stein                  | Pianista                              | Áustria                 | 1926         | [ 6 ]  |
| 6   | Manlio Sgalambro              | Filósofo e escritor                   | Itália                  | 1924         | [ 7 ]  |
| 8   | William Guarnere              | Veterano da Segunda Guerra Mundial    | Estados Unidos          | 1923         | [ 8 ]  |
| 8   | Yevgeny Krasilnikov           | Voleibolista                          | União Soviética/ Rússia | 1965         | [ 9 ]  |
| 9   | Mohammed Fahim                | Militar e político                    | Afeganistão             | 1957         | [ 10 ] |
| 9   | Nazario Moreno González       | Criminoso                             | México                  | 1970         | [ 11 ] |
| 10  | Georges Lamia                 | Futebolista                           | França                  | 1933         | [ 12 ] |
| 10  | Jayme Leão                    | Ilustrador e artista gráfico          | Brasil                  | 1945         | [ 13 ] |
| 12  | Jean Vallée                   | Cantor                                | Bélgica                 | 1941         | [ 14 ] |
| 12  | René Llense                   | Futebolista                           | França                  | 1913         | [ 15 ] |
| 12  | José da Cruz Policarpo        | Cardeal                               | Portugal                | 1936         | [ 16 ] |
| 12  | Věra Chytilová                | Cineasta                              | Chéquia                 | 1929         | [ 17 ] |
| 13  | Paulo Goulart                 | Ator                                  | Brasil                  | 1933         | [ 18 ] |
| 13  | Ahmad Tejan Kabbah            | Ex-presidente                         | Serra Leoa              | 1932         | [ 19 ] |
| 13  | Petar Miloševski              | Futebolista                           | Macedônia do Norte      | 1973         | [ 20 ] |
| 14  | Rubens Ignácio Vicência       | Futebolista                           | Brasil                  | 1939 ou 1940 | [ 21 ] |
| 15  | Scott Asheton                 | Músico                                | Estados Unidos          | 1949         | [ 22 ] |
| 16  | Gary Bettenhausen             | Automobilista                         | Estados Unidos          | 1941         | [ 23 ] |
| 17  | L'Wren Scott                  | Modelo e estilista                    | Estados Unidos          | 1964         | [ 24 ] |
| 18  | Dokka Umarov                  | Líder guerrilheiro                    | Rússia                  | 1964         | [ 25 ] |
| 18  | Lucius Shepard                | Escritor                              | Estados Unidos          | 1943         | [ 26 ] |
| 18  | José Medeiros Ferreira        | Professor e político                  | Portugal                | 1942         | [ 27 ] |
| 20  | Bellini                       | Futebolista                           | Brasil                  | 1930         | [ 28 ] |
| 21  | Canarinho                     | Ator e humorista                      | Brasil                  | 1927         | [ 29 ] |
| 21  | James Rebhorn                 | Ator                                  | Estados Unidos          | 1948         | [ 30 ] |
| 23  | Adolfo Suárez                 | Político e jurista                    | Espanha                 | 1932         | [ 31 ] |
| 24  | Paulo Schroeber               | Músico                                | Brasil                  | 1973         | [ 32 ] |
| 25  | Lode Wouters                  | Ciclista                              | Bélgica                 | 1929         |        |
| 26  | Reinhold Pommer               | Ciclista                              | Alemanha                | 1935         |        |
| 27  | Augustin Deleanu              | Futebolista                           | Roménia                 | 1944         | [ 33 ] |
| 27  | James Schlesinger             | Economista e político                 | Estados Unidos          | 1929         | [ 34 ] |
| 27  | Gina Pellón                   | Pintora                               | Cuba                    | 1926         | [ 35 ] |
| 28  | Lorenzo Semple Jr.            | Roteirista                            | Estados Unidos          | 1923         |        |
| 29  | Belmiro Valverde Jobim Castor | Escritor e advogado                   | Brasil                  | 1942         | [ 36 ] |
| 31  | Frankie Knuckles              | DJ e produtor musical                 | Estados Unidos          | 1955         | [ 37 ] |